# Martin Koukal
Martin Koukal (ur. 25 września 1978 w Novym Měscie) – czeski biegacz narciarski, brązowy medalista olimpijski, dwukrotny medalista mistrzostw świata seniorów i trzykrotny juniorów.

## Kariera
Po raz pierwszy na arenie międzynarodowej Martin Koukal pojawił się w 1996 roku, podczas mistrzostw świata juniorów w Asiago, gdzie zajął 43. miejsce w biegu na 10 km techniką klasyczną. Na rozgrywanych rok później mistrzostwach świata juniorów w Canmore zdobył brązowy medal na dystansie 30 km stylem dowolnym, przegrywając tylko z Perem Elofssonem ze Szwecji i swym rodakiem Lukášem Bauerem. Brązowy medal zdobył także podczas mistrzostw świata juniorów w Sankt Moritz w 1998 roku. Zajął tam trzecie miejsce w biegu na 10 km stylem dowolnym, za Austriakiem Andreasem Koiserem i Włochem Ivanem Margarolim. Wspólnie z kolegami z reprezentacji zwyciężył też w sztafecie.
W Pucharze Świata zadebiutował 13 grudnia 1997 roku w Val di Fiemme, zajmując 88. miejsce w biegu na 10 km klasykiem. Pierwsze pucharowe punkty wywalczył blisko rok później, 28 listopada 1998 roku w Muonio, gdzie był siódmy w biegu na 10 km stylem dowolnym. Pierwszy raz na podium zawodów pucharowych stanął 28 grudnia 1999 roku w Garmisch-Partenkirchen, zajmując trzecie miejsce w sprincie stylem dowolnym. W zawodach tych wyprzedzili go jedynie Niemiec Peter Schlickenrieder oraz Norweg Håvard Solbakken. W indywidualnych zawodach Koukal na podium stanął jeszcze jeden raz: 25 października 2003 roku w Düsseldorfie był drugi w tej samej konkurencji, ustępując tylko Peterowi Larssonowi ze Szwecji. Ponadto kilkukrotnie zajmował miejsca w pierwszej trójce w biegach sztafetowych, w tym 9 grudnia 2007 roku w Davos wspólnie z Milanem Šperlem, Lukášem Bauerem i Martinem Jakšem zajął pierwsze miejsce. Najlepsze wyniki osiągał w sezonie 2002/2003, kiedy to zajął 23. miejsce w klasyfikacji generalnej.
Wielokrotnie startował na mistrzostwach świata, największy sukces osiągając podczas mistrzostw świata w Val di Fiemme w 2003 roku, gdzie zwyciężył w biegu na 50 km stylem dowolnym. Wyprzedził wtedy bezpośrednio dwóch reprezentantów Szwecji: Andersa Södergrena i Jörgena Brinka. Na tej samej imprezie zajął też piąte miejsce w sprincie stylem dowolnym, szóste w biegu łączonym na 20 km oraz siódme w sztafecie. Na rozgrywanych dwa lata później mistrzostwach świata w Oberstdorfie razem z Dušanem Kožíškiem wywalczył brązowy medal sprincie drużynowym. Dzień wcześniej zajął ósme miejsce w sztafecie. Ponadto był między innymi siódmy na dystansie 50 km techniką dowolną podczas mistrzostw świata w Libercu w 2009 roku.
W 1998 roku brał udział w igrzyskach olimpijskich w Nagano, jednak w obu startach, biegu pościgowym 10+15 km oraz biegu na 10 km klasykiem plasował się w czwartej dziesiątce. Cztery lata później, na igrzyskach olimpijskich w Salt Lake City był dziesiąty w sprincie stylem dowolnym oraz siódmy w sztafecie. Siódme miejsce zajął także w biegu na 50 km techniką dowolną podczas igrzysk w Turynie w 2006 roku. Wystąpił również na igrzyskach olimpijskich w Vancouver w 2010 roku, gdzie wspólnie z Martinem Jakšem, Lukášem Bauerem i Jiřím Magálem zdobył brązowy medal w sztafecie. Na tych samych igrzyskach był też szósty w sprincie drużynowym i osiemnasty w biegu na 15 km stylem dowolnym.
Startuje także w zawodach FIS Marathon Cup. W biegach tego cyklu kilkakrotnie stawał na podium. Po raz pierwszy dokonał tego 9 marca 2003 roku, zajmując drugie miejsce w szwajcarskim Engadin Skimarathon, w którym lepszy był tylko reprezentant gospodarzy Patrik Mächler. Pierwsze zwycięstwo odniósł 25 lutego 2012 roku, kiedy był najlepszy w fińskim maratonie Finlandia-hiihto. Najlepsze wyniki osiągnął w sezonie 2013/2014, który ukończył na drugiej pozycji w klasyfikacji generalnej, ustępując tylko Niemcowi Tomowi Reicheltowi.
We wrześniu 2014 roku zakończył karierę sportową.
Po zakończeniu czynnej kariery został trenerem.

## Osiągnięcia

### Igrzyska olimpijskie
| Miejsce | Dzień     | Rok  | Miejscowość    | Konkurencja                        | Czas biegu | Strata  | Zwycięzca                   |
| ------- | --------- | ---- | -------------- | ---------------------------------- | ---------- | ------- | --------------------------- |
| 35.     | 12 lutego | 1998 | Nagano         | 10 km stylem klasycznym            | 27:24,5    | +2:16,8 | Bjørn Dæhlie                |
| 37.     | 14 lutego | 1998 | Nagano         | 10+15 km łączony                   | 1:07:01,7  | +5:04,1 | Thomas Alsgaard             |
| 15.     | 16 lutego | 1998 | Nagano         | Sztafeta 4 × 10 km                 | 1:40:55,7  | +4:39,7 | Norwegia                    |
| 20.     | 9 lutego  | 2002 | Salt Lake City | 30 km stylem dowolnym              | 1:11:31,0  | +2:54,9 | Christian Hoffmann          |
| 44.     | 14 lutego | 2002 | Salt Lake City | 2 × 10 km łączony                  | 49:48,9    | +2:35,9 | Thomas Alsgaard Frode Estil |
| 7.      | 17 lutego | 2002 | Salt Lake City | Sztafeta 4 × 10 km                 | 1:32:45,5  | +2:45,8 | Norwegia                    |
| 10.     | 19 lutego | 2002 | Salt Lake City | Sprint stylem dowolnym             | -          | -       | Tor Arne Hetland            |
| 21.     | 12 lutego | 2006 | Turyn          | 2 × 15 km łączony                  | 1:17:00,8  | +1:08,8 | Jewgienij Diemientjew       |
| 10.     | 14 lutego | 2006 | Turyn          | Sprint drużynowy stylem klasycznym | 17:02,9    | +46,7   | Szwecja                     |
| 9.      | 19 lutego | 2006 | Turyn          | Sztafeta 4 × 10 km                 | 1:43:45,7  | +2:17,6 | Włochy                      |
| 15.     | 22 lutego | 2006 | Turyn          | Sprint stylem dowolnym             | -          | -       | Björn Lind                  |
| 7.      | 26 lutego | 2006 | Turyn          | 50 km stylem dowolnym              | 2:06:11,8  | +3,1    | Giorgio Di Centa            |
| 18.     | 15 lutego | 2010 | Vancouver      | 15 km stylem dowolnym              | 33:36,3    | +1:17,2 | Dario Cologna               |
| DNF     | 20 lutego | 2010 | Vancouver      | 2 × 15 km bieg łączony             | 1:15:11,4  | -       | Marcus Hellner              |
| 6.      | 22 lutego | 2010 | Vancouver      | Sprint drużynowy stylem dowolnym   | 19:01,0    | +12,8   | Norwegia                    |
| 3.      | 24 lutego | 2010 | Vancouver      | Sztafeta 4 × 10 km                 | 1:45:05,4  | +16,5   | Szwecja                     |

### Mistrzostwa świata
| Miejsce | Dzień     | Rok  | Miejscowość   | Konkurencja                      | Czas biegu | Strata   | Zwycięzca             |
| ------- | --------- | ---- | ------------- | -------------------------------- | ---------- | -------- | --------------------- |
| 27.     | 21 lutego | 1997 | Trondheim     | 30 km stylem dowolnym            | 1:06:28,2  | +3:19,4  | Aleksiej Prokurorow   |
| 79.     | 24 lutego | 1997 | Trondheim     | 10 km stylem klasycznym          | 23:41,8    | +3:23,4  | Bjørn Dæhlie          |
| 37.     | 25 lutego | 1997 | Trondheim     | 10+15 km łączony                 | 1:00:11,1  | +5:19,0  | Bjørn Dæhlie          |
| 22.     | 19 lutego | 1999 | Ramsau        | 30 km stylem dowolnym            | 1:15:26,2  | +3:51,4  | Mika Myllylä          |
| 46.     | 22 lutego | 1999 | Ramsau        | 10 km stylem klasycznym          | 24:19,2    | +2:17,2  | Mika Myllylä          |
| 23.     | 23 lutego | 1999 | Ramsau        | 10+15 km łączony                 | 1:05:54,9  | +1:11,0  | Thomas Alsgaard       |
| 8.      | 26 lutego | 1999 | Ramsau        | Sztafeta 4 × 10 km               | 1:35:07,5  | +4:43,8  | Austria               |
| 51.     | 15 lutego | 2001 | Lahti         | 15 km stylem klasycznym          | 39:26,0    | +4:49,2  | Per Elofsson          |
| 37.     | 17 lutego | 2001 | Lahti         | 2 × 10 km łączony                | 47:15,5    | +2:44.5  | Per Elofsson          |
| 14.     | 21 lutego | 2001 | Lahti         | Sprint stylem dowolnym           | -          | -        | Tor Arne Hetland      |
| 14.     | 22 lutego | 2001 | Lahti         | Sztafeta 4 × 10 km               | 1:36:42,0  | +8:11,3  | Norwegia              |
| 38.     | 25 lutego | 2001 | Lahti         | 50 km stylem dowolnym            | 2:05:27,2  | +13:26,7 | Johann Mühlegg        |
| 6.      | 23 lutego | 2003 | Val di Fiemme | 2 × 10 km łączony                | 47:42,3    | +0,9     | Per Elofsson          |
| 7.      | 25 lutego | 2003 | Val di Fiemme | Sztafeta 4 × 10 km               | 1:31:56,4  | +1:41,4  | Norwegia              |
| 5.      | 26 lutego | 2003 | Val di Fiemme | Sprint stylem dowolnym           | -          | -        | Thobias Fredriksson   |
| 1.      | 1 marca   | 2003 | Val di Fiemme | 50 km stylem dowolnym            | 1:54:25,3  | -        | -                     |
| 52.     | 17 lutego | 2005 | Oberstdorf    | 15 km stylem dowolnym            | 34:49,7    | +2:25,4  | Pietro Piller Cottrer |
| 27.     | 20 lutego | 2005 | Oberstdorf    | 2 × 15 km łączony                | 1:19:20,5  | +2:39,6  | Vincent Vittoz        |
| 8.      | 24 lutego | 2005 | Oberstdorf    | Sztafeta 4 × 10 km               | 1:39:04,4  | +3:24,4  | Norwegia              |
| 3.      | 25 lutego | 2005 | Oberstdorf    | Sprint drużynowy stylem dowolnym | 14:08,6    | +4,8     | Norwegia              |
| DNF     | 24 lutego | 2007 | Sapporo       | 2 × 15 km łączony                | 1:11:35,8  | -        | Axel Teichmann        |
| 26.     | 28 lutego | 2007 | Sapporo       | 15 km stylem dowolnym            | 35:50,0    | +2:27,5  | Lars Berger           |
| 8.      | 2 marca   | 2007 | Sapporo       | Sztafeta 4 × 10 km               | 1:30:49,2  | +2:07,6  | Norwegia              |
| 21.     | 4 marca   | 2007 | Sapporo       | 50 km stylem klasycznym          | 2:20:12,6  | +5:51,4  | Odd-Bjørn Hjelmeset   |
| 9.      | 22 lutego | 2009 | Liberec       | 2 × 15 km łączony                | 1:15:52,4  | +32,7    | Petter Northug        |
| 11.     | 27 lutego | 2009 | Liberec       | Sztafeta 4 × 10 km               | 1:41:50,6  | +5:01,7  | Norwegia              |
| 7.      | 1 marca   | 2009 | Liberec       | 50 km stylem dowolnym            | 1:15:52,4  | +8,1     | Petter Northug        |

### Mistrzostwa świata juniorów
| Miejsce | Dzień       | Rok  | Miejscowość | Konkurencja             | Wynik     | Strata  | Zwycięzca        |
| ------- | ----------- | ---- | ----------- | ----------------------- | --------- | ------- | ---------------- |
| 43.     | 31 stycznia | 1996 | Asiago      | 10 km stylem klasycznym | 27:42,8   | +2:10,2 | Per Elofsson     |
| 7.      | 2 lutego    | 1996 | Asiago      | Sztafeta 4 × 10 km      | 1:45:25,6 | +8:34,4 | Włochy           |
| 16.     | 12 lutego   | 1997 | Canmore     | 10 km stylem klasycznym | 26:26,9   | +1:31,8 | Bruno Carrara    |
| 14.     | 14 lutego   | 1997 | Canmore     | Sztafeta 4 × 10 km      | 1:45:25,6 | +1:33,9 | Włochy           |
| 3.      | 16 lutego   | 1997 | Canmore     | 30 km stylem dowolnym   | 1:20:46,3 | +2:28,7 | Per Elofsson     |
| 3.      | 21 stycznia | 1998 | Pontresina  | 10 km stylem dowolnym   | 25:27,0   | +18,5   | Andreas Koiser   |
| 1.      | 23 stycznia | 1998 | Pontresina  | Sztafeta 4 × 10 km      | 1:49:26,3 | -       | -                |
| 13.     | 25 stycznia | 1998 | Pontresina  | 30 km stylem klasycznym | 1:27:16,9 | +2:45,0 | Aleksiej Łuszkin |

### Puchar Świata

#### Miejsca w klasyfikacji generalnej
- sezon 1996/1997: 94.
- sezon 1998/1999: 31.
- sezon 1999/2000: 50.
- sezon 2000/2001: 52.
- sezon 2001/2002: 41.
- sezon 2002/2003: 23.
- sezon 2003/2004: 48.
- sezon 2004/2005: 59.
- sezon 2005/2006: 86.
- sezon 2006/2007: 42.
- sezon 2007/2008: 33.
- sezon 2008/2009: 45.
- sezon 2009/2010: 55.
- sezon 2010/2011: 114.

#### Miejsca na podium
| Nr | Dzień           | Rok  | Miejscowość            | Konkurencja            | Czas biegu | Pozycja | Strata | Zwycięzca             |
| -- | --------------- | ---- | ---------------------- | ---------------------- | ---------- | ------- | ------ | --------------------- |
| 1. | 28 grudnia      | 1999 | Garmisch-Partenkirchen | Sprint stylem dowolnym | -          | 3       | -      | Peter Schlickenrieder |
| 2. | 25 października | 2003 | Düsseldorf             | Sprint stylem dowolnym | -          | 2       | -      | Peter Larsson         |

### FIS Marathon Cup

#### Miejsca w klasyfikacji generalnej
- sezon 2002/2003: 17.
- sezon 2004/2005: 28.
- sezon 2010/2011: 63.
- sezon 2011/2012: 7.
- sezon 2012/2013: 18.
- sezon 2013/2014: 2.

#### Miejsca na podium
| Nr | Dzień       | Rok  | Zawody              | Dystans                 | Czas biegu  | Strata      | Pozycja | Zwycięzca       |
| -- | ----------- | ---- | ------------------- | ----------------------- | ----------- | ----------- | ------- | --------------- |
| 1. | 9 marca     | 2003 | Engadin Skimarathon | 42 km stylem dowolnym   | 1:28:00,9 h | +1,2 s      | 2.      | Patrik Mächler  |
| 2. | 12 lutego   | 2012 | Transjurassienne    | 76 km stylem dowolnym   | 3:25:13,6 h | +0,9 s      | 3.      | Alaksiej Iwanou |
| 3. | 25 lutego   | 2012 | Finlandia-hiihto    | 50 km stylem klasycznym | 2:22:20,7 h | -           | 1.      | -               |
| 4. | 19 stycznia | 2014 | Dolomitenlauf       | 42 km stylem dowolnym   | 1:48:17,1 h | +1:04,2 min | 2.      | Petr Novák      |